# Cydnus Rupēs
Cydnus Rupēs és una formació geològica de tipus rupes a la superfície de Mart, localitzada amb el sistema de coordenades planetocèntriques a 67.34 ° latitud N i 136.85 ° longitud E, que fa 1.550,81 km de diàmetre. El nom va ser aprovat per la UAI l'any 1985 i fa referència a una característica d'albedo localitzada a 70 ° latitud N i 248 ° longitud O.